# Regularkleriker
Regularkleriker (lateinisch clerici regulares) oder kurz Regular sind römisch-katholische Kleriker, die sich in ihrer Lebensführung an eine Ordensregel binden. Der Name ist von dem lateinischen Begriff regula (Vorschrift, Regel) hergeleitet.
Im weiteren Sinn sind Regularkleriker demnach ganz allgemein Priester, die zu einem Ordensinstitut und nicht zum Weltklerus (Säkularkleriker) gehören. In diesem, umfassenden Sinn ist Regularkleriker ein Synonym für Ordenspriester.
Im engeren Sinn bezeichnet der Ausdruck Regularkleriker dagegen einen bestimmten Typus von Ordensgemeinschaften, wie sie vor allem im 16. und 17. Jahrhundert im Zuge der Gegenreformation aus dem Zusammenschluss gleich gesinnter Priester entstanden. Die Bezeichnung bringt zum Ausdruck, dass sich die Kleriker einer gemeinsamen Regel unterstellen, ohne eine traditionelle klösterliche Gemeinschaft zu bilden. Es handelt sich um Genossenschaften (Kongregationen), die nicht zurückgezogen in Mönchsgemeinschaften oder abgelegenen Konventen leben, sondern deren Mitglieder in der Welt seelsorglich und apostolisch tätig sind. Meist leben sie wie alle Ordensleute in örtlichen Gemeinschaften (Kommunitäten), allerdings nimmt das geregelte Gemeinschaftsleben einen weniger hohen Stellenwert als in traditionellen Orden oder auch in den meisten modernen Kongregationen ein. So erlauben die Regeln mancher Regularklerikergemeinschaften grundsätzlich auch ein Leben außerhalb der Kommunität und verlangen nur die individuelle Verbundenheit mit der Spiritualität der Gemeinschaft sowie die Unterstellung unter eine gemeinschaftliche Leitung und Disziplin.
Neben den drei klassischen Ordensgelübden der Evangelischen Räte der Armut, der Ehelosigkeit und des Gehorsams kennen einige Regularkleriker-Gemeinschaften zusätzliche Gelübde. So gibt es etwa bei den Jesuiten das besondere Gelübde des Papstgehorsams, und die Marianen versprechen als viertes Gelübde, keine kirchlichen Würden anzustreben.
Die bekannteste und größte Priestergenossenschaft, die zu den Regularklerikern gezählt wird, sind die Jesuiten (die sich auch Gesellschaft Jesu nennen). Die älteste Regularkleriker-Kongregation sind die Theatiner. Andere Beispiele für Regularklerikerorden sind die Minderen Regularkleriker (auch Marianen, Caracciolanen oder Adorno-Fathers genannt), die Kamillianer, die Marianer, die Piaristen, die Somasker und die Regularkleriker vom Guten Jesus.
Ein sehr viel älterer Ordenstyp, der ebenfalls aus dem Zusammenschluss von Klerikern entstanden, aber deutlich monastischer geprägt ist, sind die Regularkanoniker.